# Gencsapáti
Gencsapáti (em croata: Genča) é um município da Hungria, situado no condado de Vas. Tem 22,39 km² de área e sua população em 2015 foi estimada em 2.711 habitantes.